# چوبک سیخچه‌پا
چوبک سیخچه‌پا (نام علمی: Didymuria violescens) نام یک گونه از شاخه بندپایان است.